# Czarne (gmina)
Pour les articles homonymes, voir Czarne (homonymie).
Czarne est une gmina mixte du powiat de Człuchów, Poméranie, dans le nord de la Pologne. Son siège est la ville de Czarne, qui se situe environ 28 km à l'ouest de Człuchów et 134 km au sud-ouest de la capitale régionale Gdańsk.
La gmina couvre une superficie de 234,9 km2 pour une population de 9 257 habitants.

## Géographie
Outre la ville de Czarne, la gmina inclut les villages de Biernatka, Bińcze, Domisław, Domyśl, Grabowiec, Janowiec, Kijno, Krzemieniewo, Lędyczek Drugi, Łoża, Malinowo, Nadziejewo, Prądy, Raciniewo, Sierpowo, Sokole, Wierzbnik, Wronkowo, Wyczechy et Wygonki.
La gmina borde les gminy de Człuchów, Debrzno, Okonek, Rzeczenica et Szczecinek.